# Joachim François Mamert de Conzié
Joachim François Mamert de Conzié, né le 20 mars 1738 au château de Pommier à Saint-Martin-du-Mont (Ain), mort en exil le 8 mai 1795 à Amsterdam, est un archevêque français de la fin du XVIIIe siècle, archevêque de Tours de 1775 à 1795.

## Famille
Issu de la famille de Conzié, établie en Bresse, fils de François-Mamert de Conzié, baron de Pommier (ou Pomier), et d'Isabelle-Françoise-Madeleine Damas d'Anlezy. Il est le frère puiné de Louis de Conzié.

## Carrière ecclésiastique
Il est d'abord grand vicaire de son frère Louis alors évêque de  Saint-Omer et lui succéda lorsqu’il est nommé à Arras.
Il est  transféré le 29 mai 1775 à l'archevêché de Tours, dont il est le 120e titulaire, succédant à Bernardin de Rosset de Fleury, fils du premier duc de Fleury, qui avait été transféré sur le siège de Cambrai.
Il est membre de l’assemblée du clergé de 1785, continuée en 1786.
En septembre 1788, il est soupçonné « d'intriguer à la Cour, soit pour d'autres, soit pour lui-même » pour la succession de Lamoignon de Bâville  à la charge de garde des Sceaux.

## Sous la Révolution française
Élu député du clergé de Tours aux États généraux de 1789, il y signe les premières protestations du côté droit. Il adhère à l’Exposition des principes, une déclaration du 13 février 1791 aux administrateurs du district de Tours. Il proteste contre l’élection de l’abbé Grégoire comme évêque constitutionnel du département nouvellement créé du Loir-et-Cher (1791) et celle de Pierre Suzor à Tours pour celui d'Indre-et-Loire.
Puis il émigre à Aix-la-Chapelle. Devant l’avancée des troupes françaises, il se retire en Hollande et tombe malade à Amsterdam. Il y meurt le 8 mai 1795.